# Pachybrachis heptapotamicus
Pachybrachis heptapotamicus es una especie de insecto coleóptero de la familia Chrysomelidae.
Fue descrita científicamente en 1997 por Lopatin.